# Пелагия (монахиня)
Пелагия е българска монахиня, деятелка на Българското възраждане в Македония.

## Биография
През втората половина на XIX век монахинята Пелагия от Бугариево ръководи манастира „Свети Атанасий“, намиращ се до селото. Към манастира съществува и училище. Тя извиква от Карадаг (Кукушко) поп Стоян, който служи на славянски в манастира. В 1870 година Пелагия решава да въведе българския език в обучението в манастирското училище; за целта изпраща едно момиче да учи в Кукуш при учителя Христо Зафиров, за да се подготви за българска учителка. Пелагия подготвя и създаването на по-голямо училище, в което да учат децата от Бугариево и от околните села.
Монахинята Пелагия, поп Стоян и бугариевци не приемат епископ Мелетий нито в манастира, нито в училището, макар че той бил извършил около десетилетие преди това освещаването.